# Melhor jogador do mundo pela FIFA em 1993
O prêmio da FIFA de melhor jogador do mundo em 1993 foi dado ao italiano Roberto Baggio. Ele ficou à frente do brasileiro Romário e do neerlandês Dennis Bergkamp.

## Resultado
| Pos. | Jogador           | Pontos | Equipe                          |
| ---- | ----------------- | ------ | ------------------------------- |
| 1    | Roberto Baggio    | 152    | Juventus                        |
| 2    | Romário           | 84     | PSV Eindhoven / Barcelona       |
| 3    | Dennis Bergkamp   | 58     | Ajax / Internazionale           |
| 4    | Hristo Stoichkov  | 29     | Barcelona                       |
| 5    | Peter Schmeichel  | 22     | Manchester United               |
| 6    | Faustino Asprilla | 21     | Parma                           |
| 7    | Bebeto            | 16     | Deportivo La Coruña             |
| 8    | Ronald Koeman     | 15     | Barcelona                       |
| 9    | Tony Yeboah       | 13     | Eintracht Frankfurt             |
| 10   | Raí               | 12     | São Paulo / Paris Saint-Germain |